# Prasat Khorn Buri

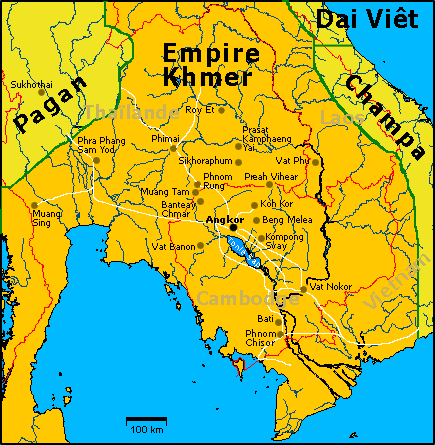
Principaux sites khmers

Le Prasat Khorn Buri est un sanctuaire khmer situé en Thaïlande, district de Khon Buri, Province de Nakhon Ratchasima. Il est actuellement situé dans l'enclave d'une école. Il se compose d'un seul tour orientée à l'est, d'un gopura, d'un bannalai situé au nord, avec ouverture à l'ouest, le tout entouré d'un mur d'enceinte. L'ensemble est en latérite.

## Photographies

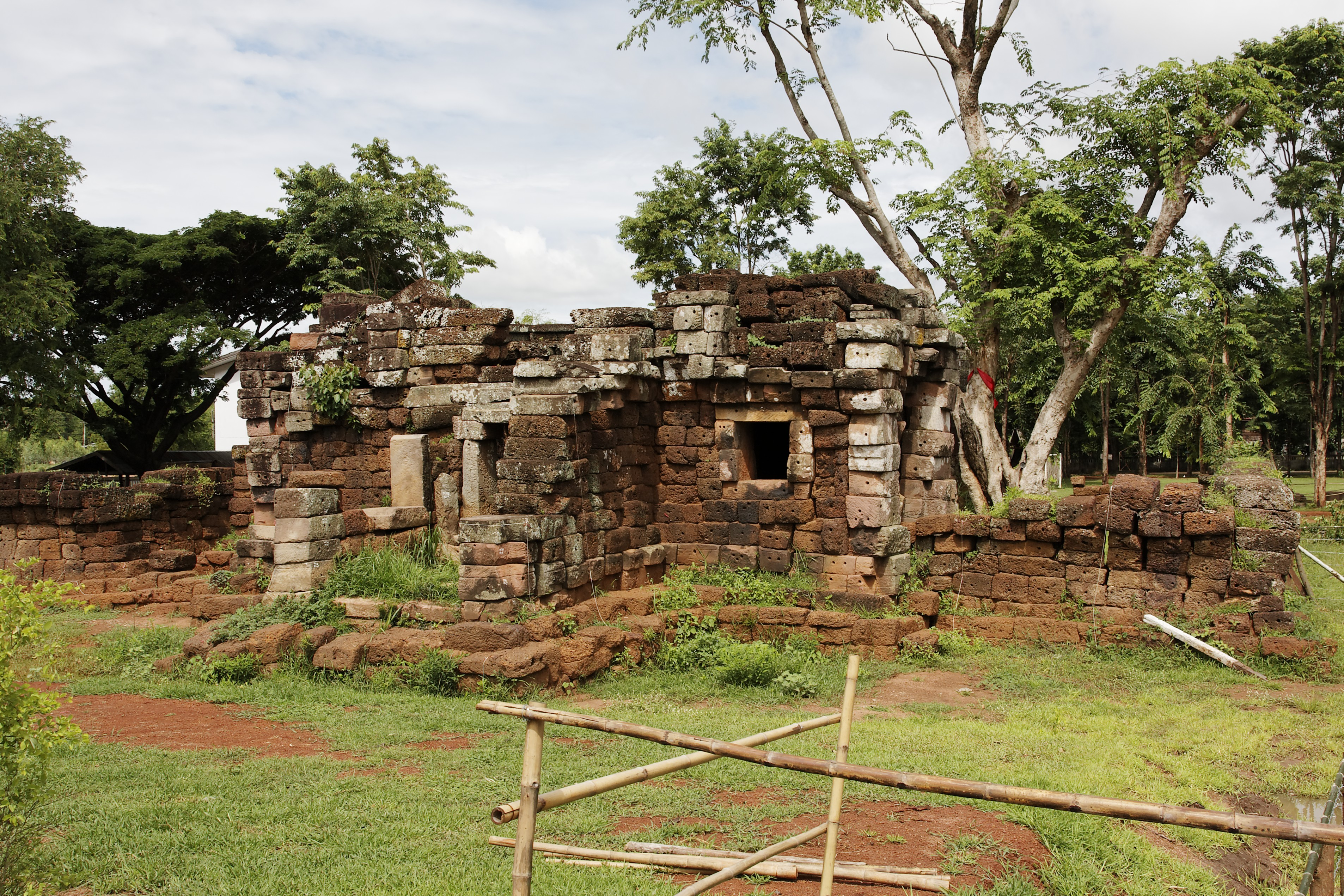
Gopura
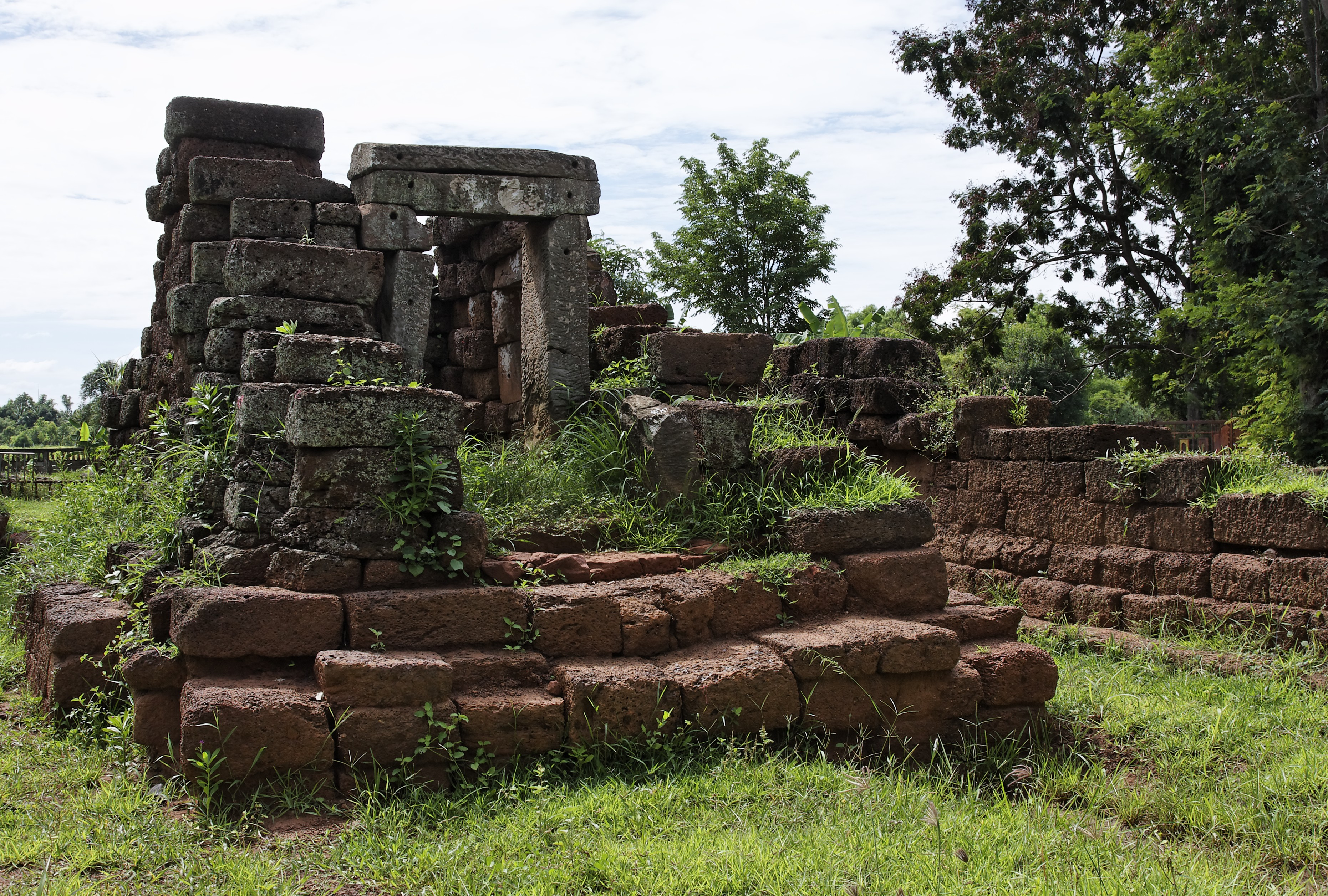
Gopura
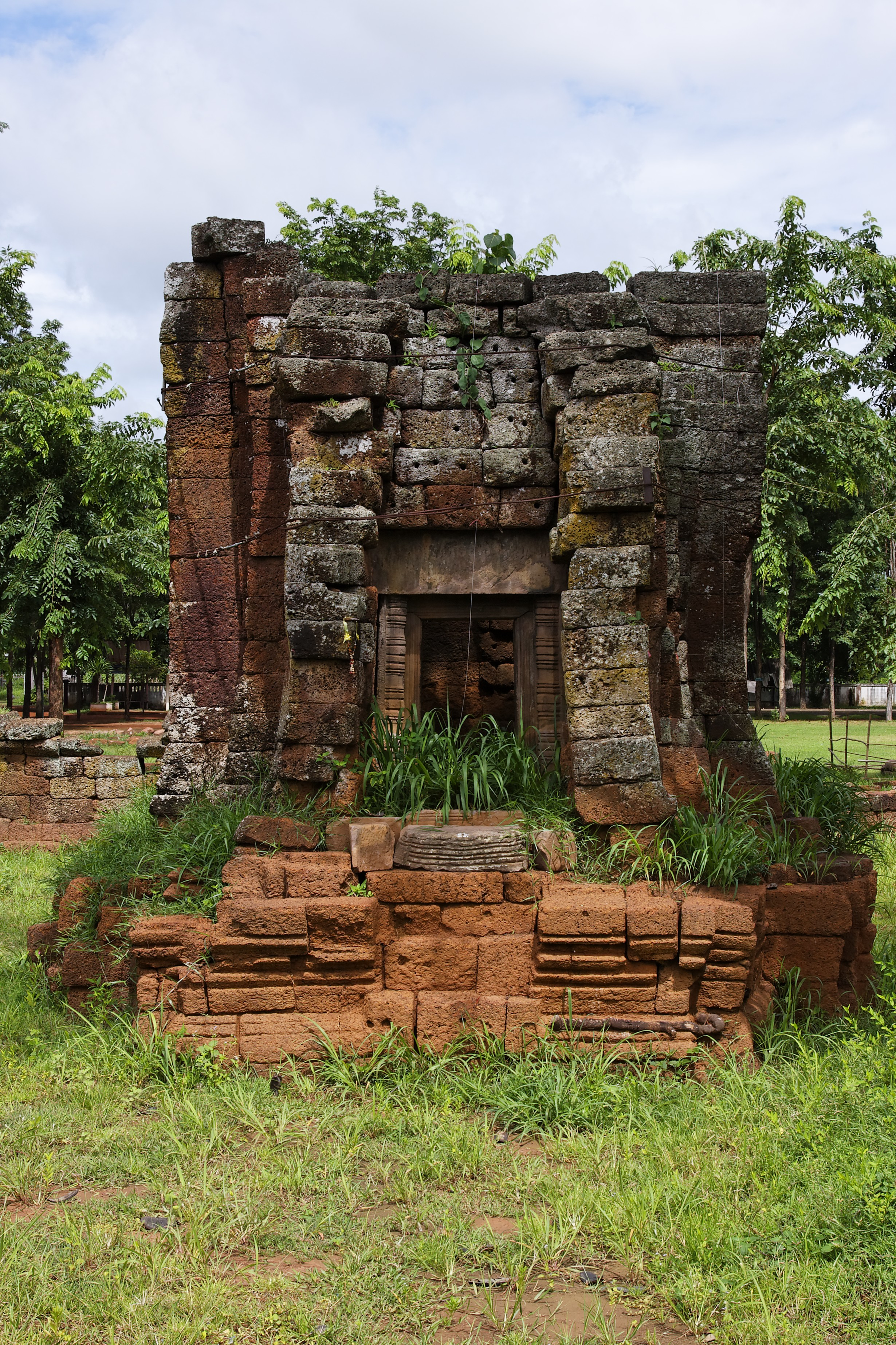
Bannalai
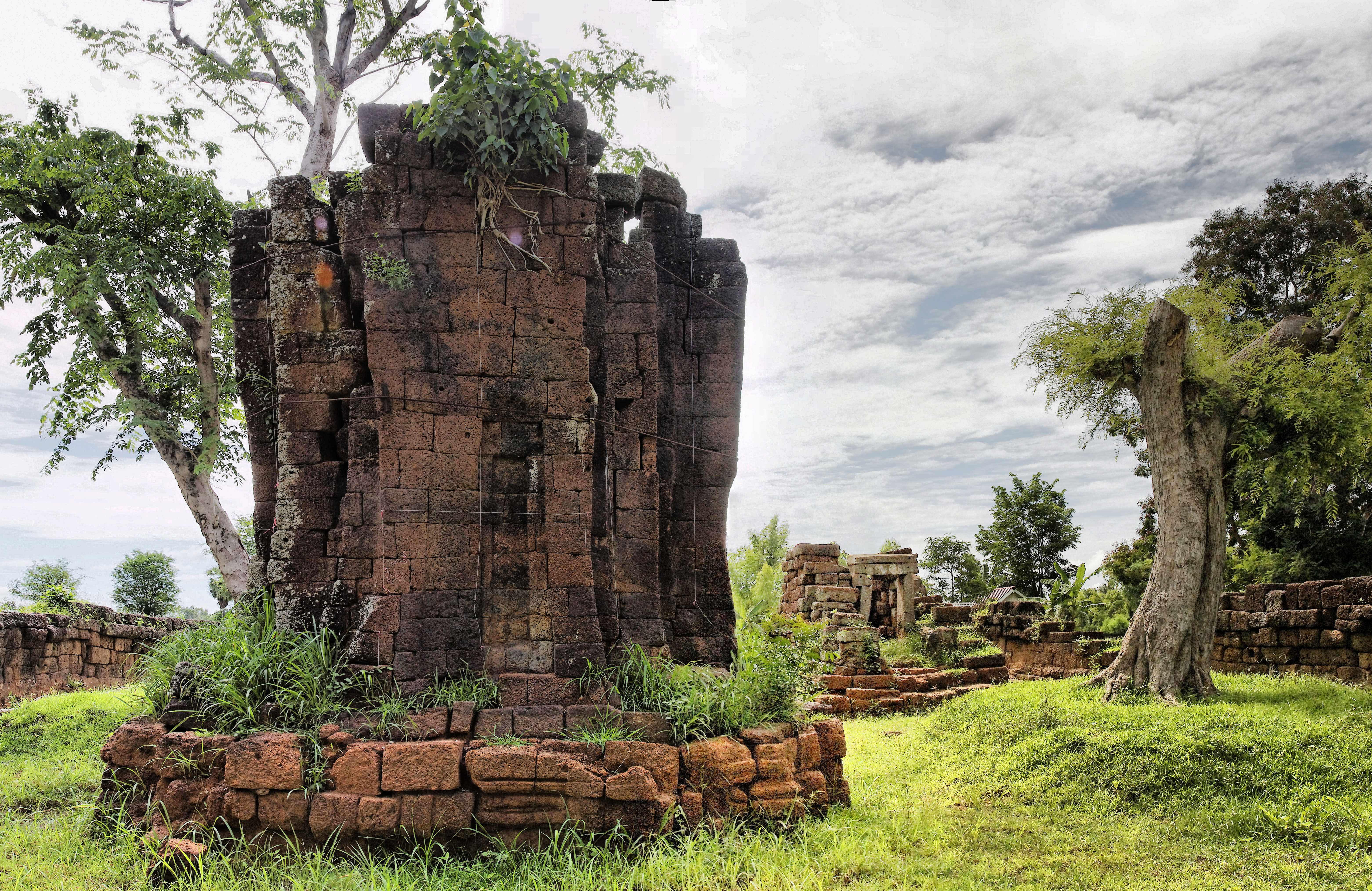
Reste de la tour sanctuaire